# 人民公仆 (电视剧)
《人民公僕》（羅馬化：Sluha Narodu，羅馬化：Sluga Naroda，又名《瓦夏的故事》）是烏克蘭一部政治题材讽刺、喜劇电视剧，於2015年10月16日首播。
2018年3月31日，以電視連續劇命名的政黨人民公僕黨在乌克兰司法部登記成立。而作為这一电视剧的主演，澤連斯基于2019年4月21日成功當選烏克蘭總統。

## 劇情簡介
中学歷史教師瓦夏·彼得羅維奇·戈洛博羅德科（弗拉基米尔·泽连斯基飾演）在上課期間，學校要求他班上的學生去布置總統大選投票站，氣憤的戈洛博羅德科開始用粗口挖苦、埋怨烏克蘭歷任總統。這一片段意外地被學生拍下並上傳到影片網站，受到網友熱捧。通過群眾募資，戈洛博羅德科參加了總統選舉，意外當選總統所引發的一系列趣事。

## 演員

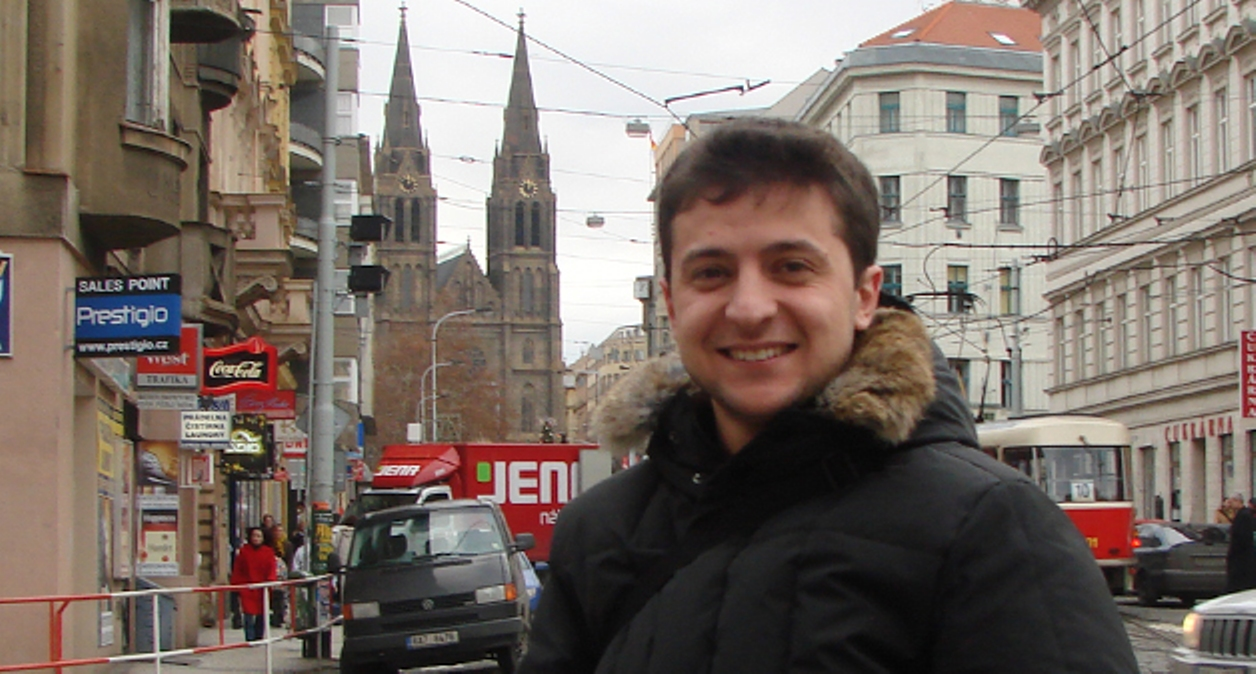
2009年在布拉格的弗拉基米尔·泽连斯基

| 角色                                                        | 演員                                  | 說明                                                                   |
| ----------------------------------------------------------- | ------------------------------------- | ---------------------------------------------------------------------- |
| 瓦西里·彼得羅維奇·戈洛博羅德科(Vasyl Petrovych Holoborodko) | 弗拉基米尔·泽连斯基                   | 烏克蘭總統，曾任高中歷史教師。                                         |
| 尤里·伊万諾維奇·丘伊科（Yuriy Ivanovich Chuiko）            | 斯坦尼斯拉夫·博克倫(Stanislav Boklan) | 烏克蘭總理                                                             |
| 彼得·戈洛博羅德科（Petro Holoborodko）                          | 維克托·薩拉伊金（Viktor Saraykin）    | 瓦西里的父親                                                           |
| 瑪麗亞·戈洛博羅德科（Mariya Holoborodko）                   | 納塔利亞·薩姆斯卡(Nataliya Sumska)    | 瓦西里的母親                                                           |
| 斯韋特蘭娜·彼得羅夫娜·薩赫諾（Svetlana Petrovna Sakhno）    | 凱特琳娜 基斯坦(Kateryna Kisten)      | 瓦西里的姐姐，前稅務局的第一副手                                       |
| 奧爾哈·尤裡耶夫娜·米什琴科（Olha Yuriyivna Mishchenko）     | 奧萊娜·克拉維茨(Olena Kravets)        | 瓦西里的前妻，乌克兰国家银行行長，曾为银行职员。剧情后期任乌克兰代總理 |
| 謝爾蓋·穆欣（Serhiy Mukhin）                                | 葉文·科霍維 (Yevhen Koshovy)          | 乌克兰外交部部長，曾為演員                                             |
| 米哈伊洛·薩甯（Mikhaylo Sanin）                             | 尤裡·克拉波夫 (Yury Krapov)           | 乌克兰财政部部长，曾为财政部职员                                       |
| 伊萬·斯寇里克(Ivan Skorik)                                  | 奧列克·皮卡洛夫(Oleksandr Pikalov)    | 乌克兰国防部部長，曾為乌陆軍大尉                                       |
| 娜塔莎·薩赫諾(Natasha Sakhno)                               | 安娜·科什瑪律                         | 瓦西里的外甥女                                                         |
| 安娜·米哈伊洛夫娜(Anna Mikhailovna)                         | 哈利娜·貝茲魯克(Halyna Bezruk)        | 烏克蘭寡頭派出來的間諜，以美人計打擊瓦西里                             |
| 安德烈·奧利克(Andrey Orlyk)                                 | 安德烈·羅曼尼(Andriy Romaniy)         | 政論節目“對話”主持，疑似亞裔（蒙古裔?）                                |

## 製作
《人民公僕》由95街区工作室製作，主演泽连斯基也是95街区工作室的創始人之一。

## 發布
人民公僕在烏克蘭的1+1頻道播出。該工作室還在YouTube上免費發布了所有劇集。該節目亦可在某些國家或地區的Netflix上進行串流和下載。
2016年，《人民公僕2》电影發行。2017年《人民公僕》第二季發布。2019年烏克蘭總統選舉前夕，1+1電視台在3月27日推出了《人民公僕》第三季。

## 剧情梗概

### 第一季
| 集数 | 放送时间       | 剧情 |
| ---- | -------------- | --- |
| 1—2  | 2015年11月16日 | 瓦西里·彼德洛维奇·戈洛博罗季科是一名普通的历史老师。一天在教历史课时，学生突然被其他老师叫去布置总统竞选投票场地；瓦西里愤怒之下怒批现行政府，然而他完全不知道自己的话被完整地录了下来，并被上传到了网络上。意想不到的是，他自以为将令他前程尽毁的这些话反而得到了广大人民的认可，最终误打误撞地成为了乌克兰的总统。 |
| 3    | 2015年11月17日 | 瓦西里开始意识到他的所有亲人对他的态度都发生了变化。此时他的姐姐还根本不知道她的弟弟是乌克兰的新总统。与此同时，寡头们开始筹划如何让这位新总统拜服在他们的脚下。 |
| 4    | 2015年11月17日 | 瓦西里开始在众人的帮助下为就职典礼做准备。与此同时，他的外甥女的前男友为了利益以复合二人关系为由带着家人来到了瓦西里家。 |
| 5    | 2015年11月18日 | 瓦西里迎来了作为总统的第一天，但他依然执着乘公車上班；总理无可奈何，只能陪他一起乘车。瓦西里的父亲则同时花天酒地，想要利用自己的总统儿子体验一把挥霍的生活。 |
| 6    | 2015年11月18日 | 瓦西里的亲戚依然在对自己的公寓进行豪华的装修。与此同时，瓦西里视察了现行拉达。 |
| 7    | 2015年11月19日 | 瓦西里下令，所有公务员为便民办事，必须将办公室统一迁至城郊的一栋大楼里。除此之外，官员们必须骑自行车上班，不得乘坐豪华车辆。 |
| 8    | 2015年11月19日 | 公开投选各政府部门的部长事实证明会因寡头的存在而变得一团糟。总统对这件事也是了然于胸，因此他决定将这些关乎国家命运的职务分给他自己熟悉的人；但他并不知道，拉达的议员们会不会支持他做出的选择。 |
| 9    | 2015年11月23日 | 各部门部长上班第一天就问题重重；内阁中对这些人的质疑声也乘嚣直上。 |
| 10   | 2015年11月23日 | 瓦西里对安全局高层发生的事情无比震惊；为进一步了解事情的原委，他派人专程调查此事。与此同时，各部长也都收到了来自寡头的贿赂；总统对此仍一无所知。 |
| 11   | 2015年11月24日 | 部长们最终决定收受贿赂；他们中甚至有一些人要了更高的价格。 |
| 12   | 2015年11月24日 | 瓦西里开始推行税收改革，在降低税率的同时还将简化税收政策。为了向人民解释他的意图，总统想利用文化部的资源，通过拍摄一个广告来简单而轻松地展示改革的所有好处。 |
| 13   | 2015年11月25日 | 瓦西里的税制改革对他的家人也产生了很大的影响。与此同时，财政局局长开始调查官员的收入问题；他发现，这些官员所有的收入都花在了丈夫、妻子、兄弟、父母等人的身上。他们的亲戚穿成华丽，但自己却挤在小公寓里。 |
| 14   | 2015年11月25日 | 在众人劝说下，瓦西里终于决定恢复保镖对他的保护。财政局局长与收入最高的官员的亲属进行了交谈。这导致了一起备受瞩目的案件，在寡头之间也引起了轰动。 |
| 15   | 2015年11月26日 | 瓦西里的姐姐要求让自己进入内阁并担任要职，但所有部长都拒绝将她录入自己的部门。此时乌克兰国库资金开始增多，但瓦西里却决定用它们来修复基辅的各条道路。 |
| 16   | 2015年11月26日 | 瓦西里和他的团队自上任以来的所有失败都被媒体一并报道；为了保住瓦西里的总统之位，一群人开始绞尽脑汁出心出力。 |
| 17   | 2015年11月30日 | 在启动了几项改革之后，瓦西里终于间接地向寡头们宣战。作为回应，寡头开始安插人手监视瓦西里，企图寻找总统生活中的错误。 |
| 18   | 2015年12月1日  | 瓦西里关于延长退休年龄的决策引发了诸多不满。在意识到自己在前一晚酒后的失态之后，瓦西里开始着手挽回当时发生的一切。 |
| 19   | 2015年12月2日  | 瓦西里开始着手铲除政府中的腐败分子。安格拉·默克尔将瓦西里私下叫去，将乌克兰加入欧盟的好消息告知了他；但事实上，欧盟接受的是蒙特內哥羅而不是乌克兰。 |
| 20   | 2015年12月3日  | 瓦西里依然在向寡头施压，终于激怒了他们。寡头阶层开始以各种可能的方式威胁总统，但最终都没有成功。 |
| 21   | 2015年12月7日  | 瓦西里的改革不仅迎合了人民的喜好，也迎合了试图控制政府的三大寡头。后者想要和瓦西里取得共识，但最终无功而返。 |
| 22   | 2015年12月8日  | 瓦西里开始着手偿还对IMF的债务；他采取了有史以来最为严苛的改革，失去了人心，也带来了恐慌。 |
| 23   | 2015年12月9日  | 瓦西里前往参加一个政治脱口秀；其中，他谈到了改革乌克兰的司法制度。应他的要求，基辅卫生流行病站前站长在家中接受了调查；一个官员和家人过着多么奢侈的生活在这一时刻完全暴露在了世人的面前。 |
| 24   | 2015年12月9日  | 瓦西里担任总统已满100日。事实证明，他的改革带来了新的进步，也让权力更均衡。他开始想办法让改革变得更容易和更简单，从而得到更好的响应。 |

## 影響
2018年
乌克兰同名政黨人民公僕成立。
2019年
主演澤連斯基在2019年當選烏克蘭總統。
2022年
2022年俄羅斯入侵烏克蘭事件发生後，全球各地多家公司競購該剧的播映權。發行公司更把從本劇賺到的部分收益捐給烏克蘭紅十字會。